# Vermes
Vermes (Duits: Pferdmund) is een plaats en voormalige gemeente in het Zwitserse kanton Jura, en maakt deel uit van het district Delémont.
Vermes telt 332 inwoners.

## Geschiedenis
In 2013 is de gemeente gefuseerd met de andere gemeenten Montsevelier en Vicques en hebben de nieuwe gemeente Val Terbi gevormd.

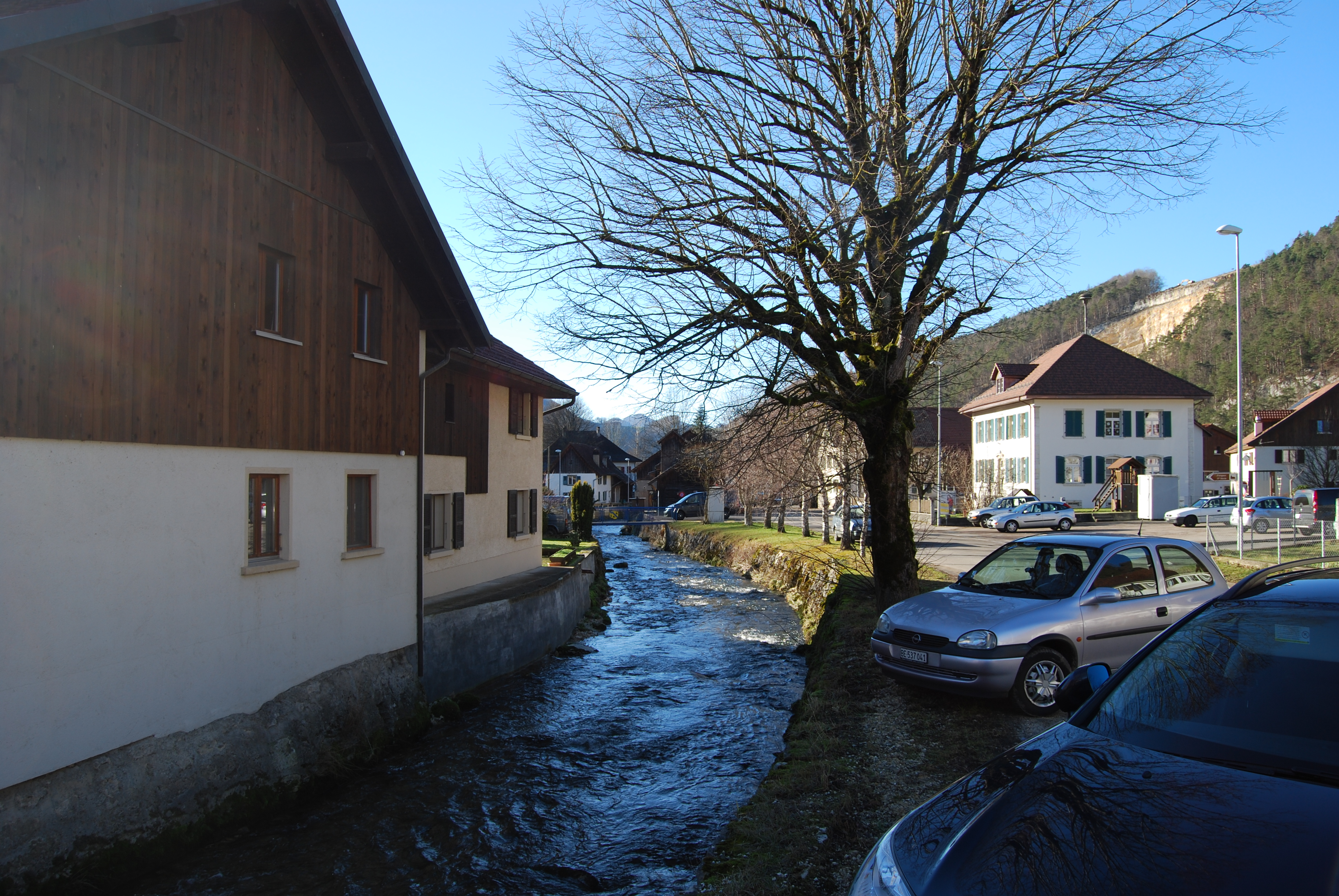
Vermes

Corban · Montsevelier · Vermes · Vicques
- Bibliothèque nationale de France: cb119429490 (data)
- Gemeinsame Normdatei: 4345311-9
- Historisch woordenboek van Zwitserland: 002953
- Library of Congress Control Number: n82042450
- Nationale Bibliotheek van Israël: 987007562157505171
- Virtual International Authority File: 123174444